# SBB Tm 232

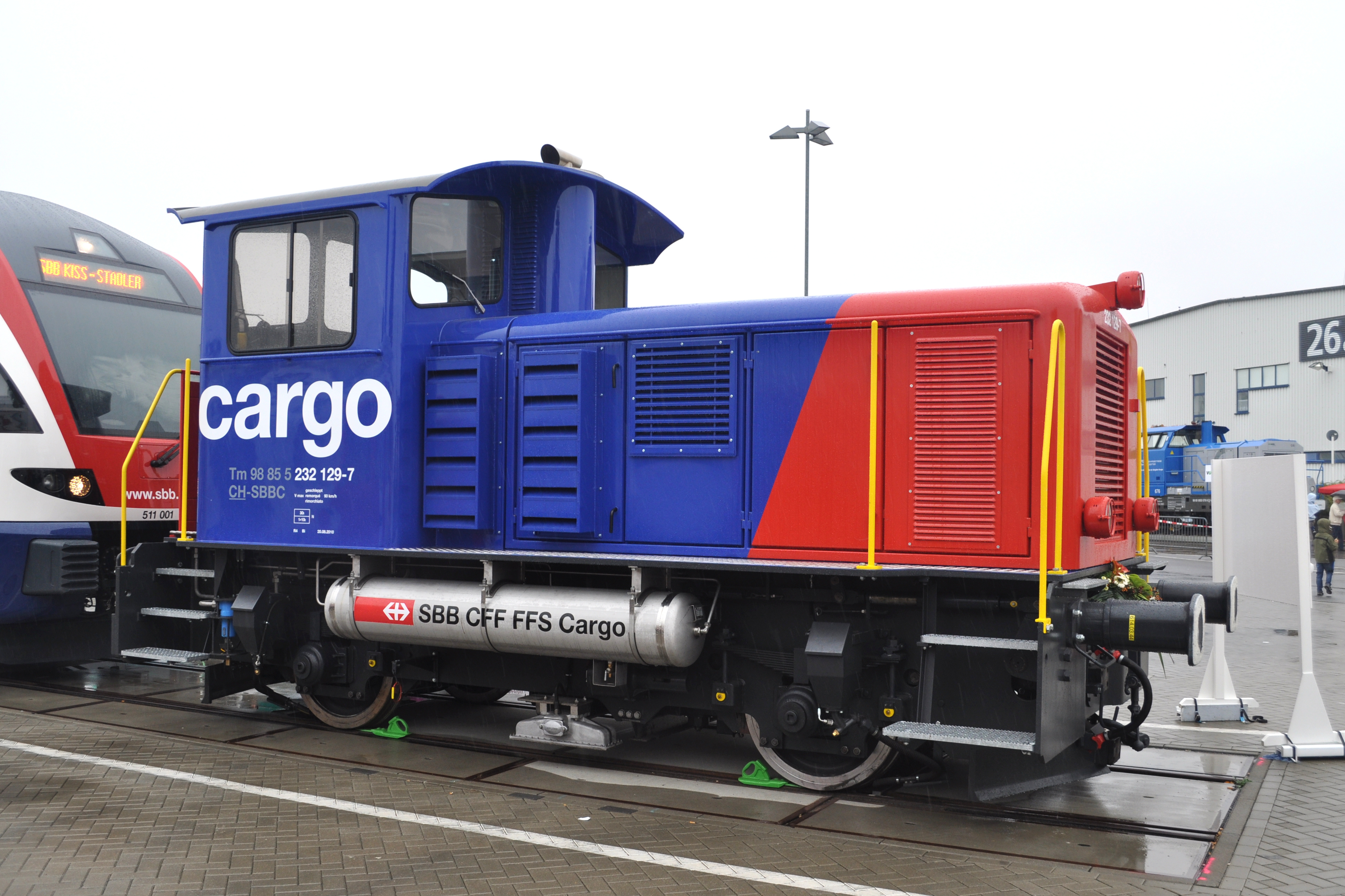
SBB Tm 232 129-7 auf der InnoTrans 2010 in Berlin (Ehemaliger Tm IV)

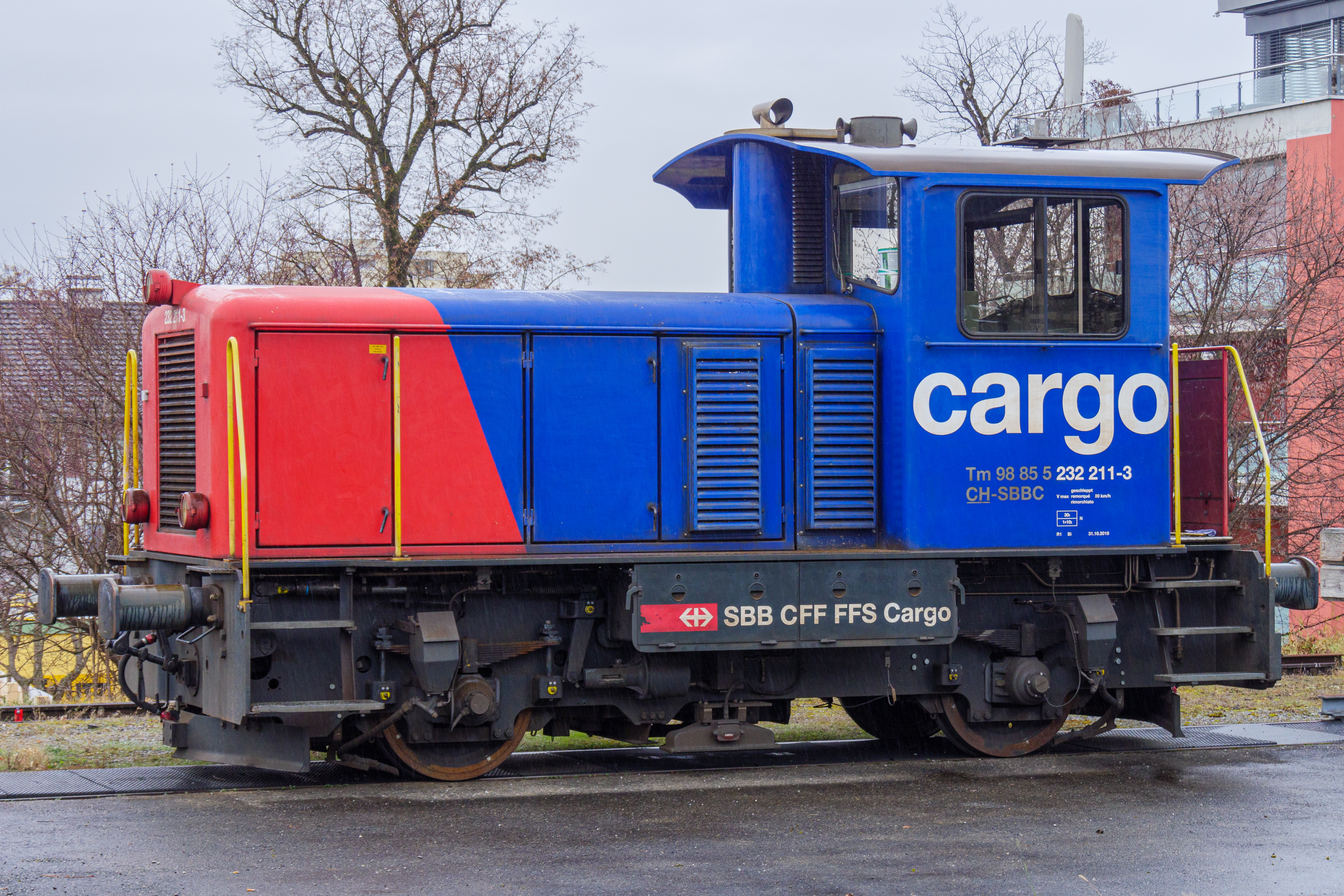
SBB Cargo Tm 232 211 (linke Seite), Frauenfeld 2021

Als Tm 232 werden bei den Schweizerischen Bundesbahnen (SBB) zwei unterschiedliche zweiachsige Rangierfahrzeugtypen mit Dieselantrieb nach ihrer Modernisierung bezeichnet. 
Die Bezeichnung entspricht der seit 1990 verwendeten siebenstelligen Bauartbezeichnung bei den SBB. Die „2“ an erster Stelle steht für Rangierlokomotiven mit einer Leistung kleiner als 500 kW, die „3“ an der zweiten Stelle für Dieseltraktor, die „2“ an dritter Stelle für eine Leistung zwischen 200 und 299 kW.
Bei beiden Triebfahrzeug-Bauserien wurden nicht alle Fahrzeuge einer Modernisierung unterzogen. Die nicht umgebauten Fahrzeuge werden mit der alten Bezeichnung weiterverwendet oder verkauft. Von den verkauften Fahrzeugen sind ebenfalls einige als Tm 232 ins nationale Fahrzeugregister aufgenommen worden.

## SBB Tm 232 aus Tm III

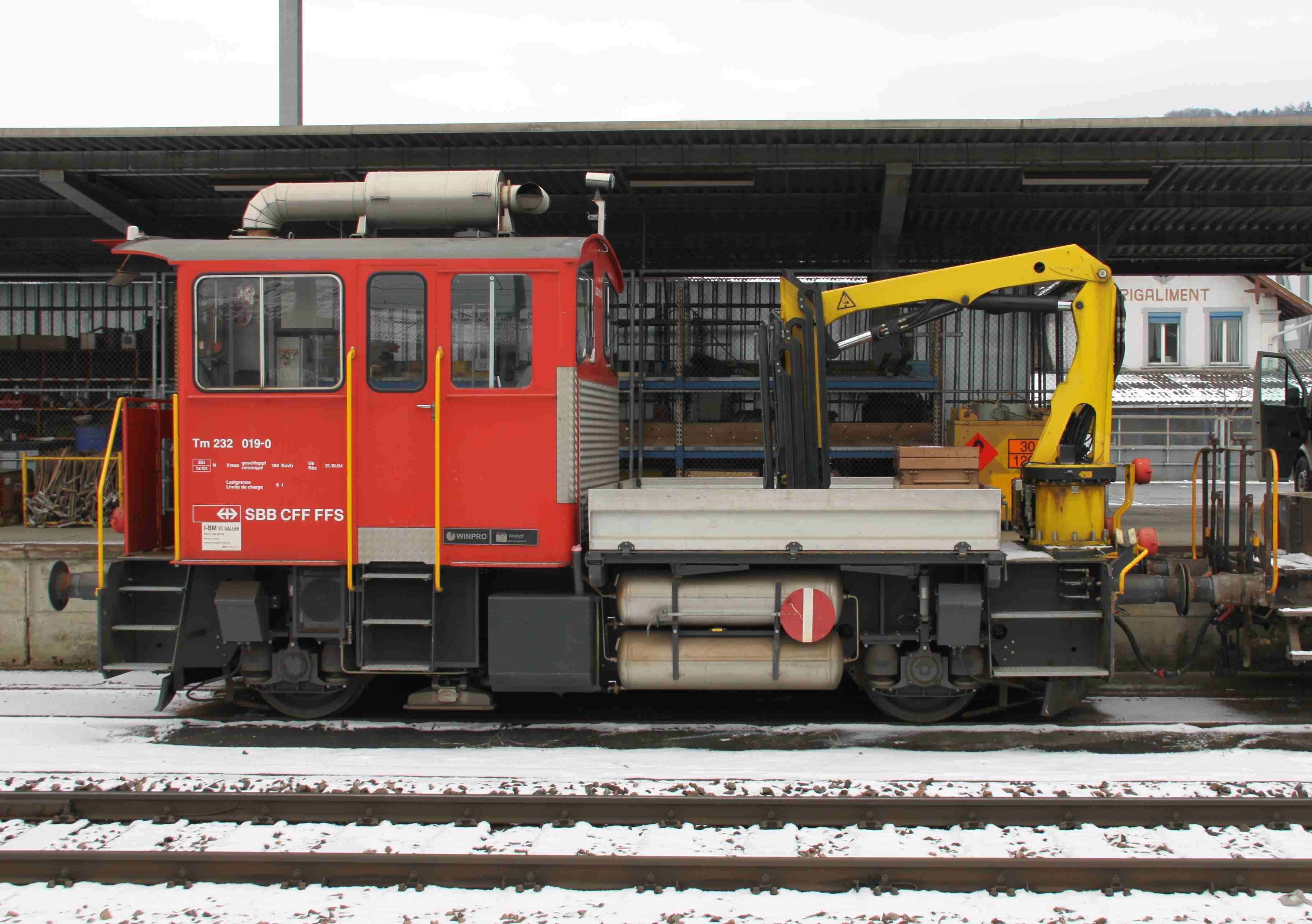
Tm 232 019 in St. Margrethen

Insgesamt 52 Tm III wurden modernisiert und als Tm 232 001–052 eingestellt. Dabei lässt sich aus der neuen Nummer kein Bezug zur alten (Tm III 9501–9543, 9551–9597) mehr herstellen.

## Private Tm 232 ex Tm III
Von den verkauften Tm III verblieben einige im Inland und erhielten TSI-Nummern. Dabei blieben die letzten drei Stellen der SBB-Nummer erhalten. Der Tm 232 461 ist somit der ehemalige Tm 9461, 232 530 der frühere 9530.

## SBB Tm 232 aus Tm IV
Die umgebauten Tm IV 8751–8796 erhalten eine Nummer aus dem Bereich 232 101–146, wobei die letzten zwei Ziffern plus 50 der alten Nummer entsprechen. Gleich wird mit den Tm IV 9651–9684 verfahren, von denen die modernisierten Exemplare eine Nummer aus dem Bereich 232 201–234 erhalten. Erstes umgebautes Fahrzeug war im Jahre 2007 der Tm 232 111-5 ex 8761.